# Johan Gustaf Samuelson
Johan Samuelson, född 30 december 1850 i Västra Torsås socken, död 20 januari 1913 på Ekedal, Hyringa socken, var en svensk riksdagsman i första kammaren och godsägare. Han var far till Erik Samuelson och Oscar Samuelson samt morbror till Carl-Oscar Agell
Samuelson ägde godset Ekedal i Skaraborgs län, Västergötland. År 1904 inköpte han även det närbelägna godset Thamstorp som hans son; godsägaren och därefter chefen för Flyinge stuteri i Skåne; Oscar Samuelson, senare övertog.